# Trigonotis jinfoshanica
Trigonotis jinfoshanica är en strävbladig växtart som beskrevs av Wen Tsai Wang. Trigonotis jinfoshanica ingår i släktet Trigonotis och familjen strävbladiga växter. Inga underarter finns listade i Catalogue of Life.